# Taz: A hamburger küldetés
A Taz: A hamburger küldetés (eredeti cím: Taz: Quest for Burger) 2023-ban bemutatott amerikai 2D-s számítógépes animációs filmvígjáték, amelyet a Warner Bros. Animation és a Titmouse, Inc. készített, és Ryan Kramer rendezett. A film főszereplője a Bolondos dallamokból ismert Taz, tasman ördög.
Amerikában 2023. június 6-án jelent meg digitálisan. Magyarországon a TV-ben még nem mutatták be, azonban megvásárolható volt a Google Play áruházban és a YouTube-on magyar szinkronnal.

## Cselekmény
Egy fiatal bandicoot, Quinn felbérli Tazt, a tasmán ördögöt, hogy segítsen megmenteni az apját, akit egy  törvényen kívüli elrabolt.

## Szereplők
| Szereplő        | Eredeti hang             | Magyar hang      |
| --------------- | ------------------------ | ---------------- |
| Taz             | Steve Blum               | Albert Péter     |
| Quinn           | Hadley Gannaway          |                  |
| Sid             | Eric Bauza               | Baráth István    |
| Bandicoot barát | Eric Bauza               | Láng Balázs      |
| Quinn apukája   | Ian James Corlett        | Berzsenyi Zoltán |
| Bill            | Ian James Corlett        |                  |
| Aristotle       | Ely Henry                |                  |
| Lou             | Piotr Michael            | Bognár Tamás     |
| Stan            | Piotr Michael            | Kisfalusi Lehel  |
| Butch           | Kevin Michael Richardson |                  |
| Emu             | Kevin Michael Richardson |                  |
| Ned             | Jon Luke Thomas          |                  |
| Sam             | Jon Luke Thomas          |                  |
| Rocky           | James Urbaniak           | Czető Roland     |
| Melanie         | Kari Wahlgren            | Hermann Lilla    |
| Koala           | Kari Wahlgren            |                  |